# Jari Vilén
Jari Pekka Olavi Vilén (Kemi, Finnország, 1964. április 17. –) finn politikus és diplomata. 1999 és 2007 között a Nemzeti Koalíció Pártja színeiben a Lappföld-választókörzet képviselőjeként a finn parlament tagja volt.

## Életpályája

### A politikai életben
2002 és 2003 között, Paavo Lipponen második miniszterelnöksége alatt a külkereskedelmi és európai ügyek minisztere volt. Kereskedelmi minisztersége idején az OECD-ügyletekért, a kereskedelmi politikáért, a turizmusért volt felelős, európai ügyekért felelős miniszterként az Európai Unió bővítéséről tárgyalt.
2003. május 9-től július 10-ig az Európai Konvent tagja volt. Matti Vanhanen későbbi finn miniszterelnök utódjának választották meg a Jövő Európai Uniós Konventjének tagjaként.
2004. június 18-tól 2007. március 21-ig a Finn Parlament Nagytanácsának elnöke volt. Az európai és nemzetközi politika egyik meghatározó alakja volt Finnországban.

### Külszolgálatban
2006. december 9-én bejelentette, hogy nem jelölteti újra magát, mert lehetősége van, hogy nemzetközi ügyekkel foglalkozzon.
A Finn Köztársaság elnöke, Tarja Halonen 2007. augusztus 1-jétől magyarországi nagykövetnek nevezte ki. 2007. április 1. óta köztisztviselőként dolgozott a külügyminisztériumban. 2012. február 17-én a köztársasági elnök 2012. szeptember 10-ei kezdettel kinevezte Vilént a varsói nagykövetség vezetőjének. 2014. április 11-én Catherine Ashton uniós külügyminiszter kinevezte Vilént az Európa Tanács EU-nagykövetévé.
2018 októberétől 2020 márciusáig Vilén nagykövet az EU sarkvidéki politikai tanácsadójaként dolgozott az Európai Politikai Stratégiai Központban (EPSC), az Európai Bizottság Jean-Claude Juncker elnököt kiszolgáló agytrösztjében. 
2020 márciusa óta Vilén Finnország Barents és Északi Dimenzió nagykövete a Külügyminisztériumban. 2023 májusában 2023. szeptember 1-től Finnország kanadai nagykövetévé nevezték ki Ottawába.

## Családi élete
Jari Vilén 2005-ben vette el Janinát, aki a Zöld Párt képviselőjének, Janina Anderssonnak az asszisztense. A válásukat 2009-ben jelentették be. Jari Vilén és Sőregi Éva kabinetfőnök 2011. június 11-én összeházasodott. Sőregi Éva a Parlamentben dolgozik, Szili Katalin volt házelnök kabinetfőnöke volt.

## Bibliográfia
- Kiitoskortti Hitleriltä — SS-mies Jorma Laitisen päiväkirjat 1941-43, Vilen, Jari, Jokisipilä, Markku, Minerva, ISBN 9789523750272
- Suurlähettiläänä kuohuvassa Keski-Euroopassa, Vilen, Jari, Minerva ISBN 9789523753655

## Elismerései
- A Lengyel Köztársasági Érdemrend parancsnoki keresztje, 2014
- Military Medal Finnország, 2014
- A Miskolci Egyetem tiszteletbeli tagja, 2013
- Pécsi Tudományegyetem Doctor Honoris Causa, 2012
- Magyar Érdemrend Parancsnokkeresztje, 2012
- Iszaszentgyörgy díszpolgára, 2012
- Geresdlaki érem, 2012
- Kemi városi pajzs, 2009
- Észtországi Terra Mariana Kereszt 3. osztályú Érdemrend, 2006
- A Finn Oroszlán Lovagrend parancsnoka, 2003
- A Dalian Tengerészeti Egyetem tiszteletbeli professzora, 2003